# R.T. Rybak
Raymond Thomas Rybak, Jr., känd som R. T. Rybak, född den 12 november 1955, är den nuvarande borgmästaren i Minneapolis, Minnesota, och en medlem i Minnesota Democratic–Farmer–Labor Party. 2001 besegrade han Sharon Sayles Belton, den första afroamerikanska och kvinnliga borgmästaren i staden. I valet, där han förde en populistisk kampanj, fick han 65 % mot Beltons 35, en ovanligt stor marginal för en motståndare till en sittande borgmästare. Han tillträdde i januari 2002 och har sedan dess återvalts två gånger, i november 2005 och november 2009.